# 峰占乡
峰占乡，是中华人民共和国四川省南充市阆中市下辖的一个乡镇级行政单位。

## 行政区划
峰占乡下辖以下地区：
马鞍山村、红瓦店村、七宝山村、玉华庙村、中华观村、金鸡垭村、大垭口村、圆宝岭村、小运山村、牛王包村和柑柏嘴村。